# 耶尔拉普尔
耶尔拉普尔（Yellapur），是印度卡纳塔克邦Uttara Kannada县的一个城镇。总人口17938（2001年）。

## 人口
该地2001年总人口17938人，其中男性9062人，女性8876人；0—6岁人口2216人，其中男1111人，女1105人；识字率73.43%，其中男性为78.74%，女性为68.01%。